# Friedrich III. (Hessen-Homburg)

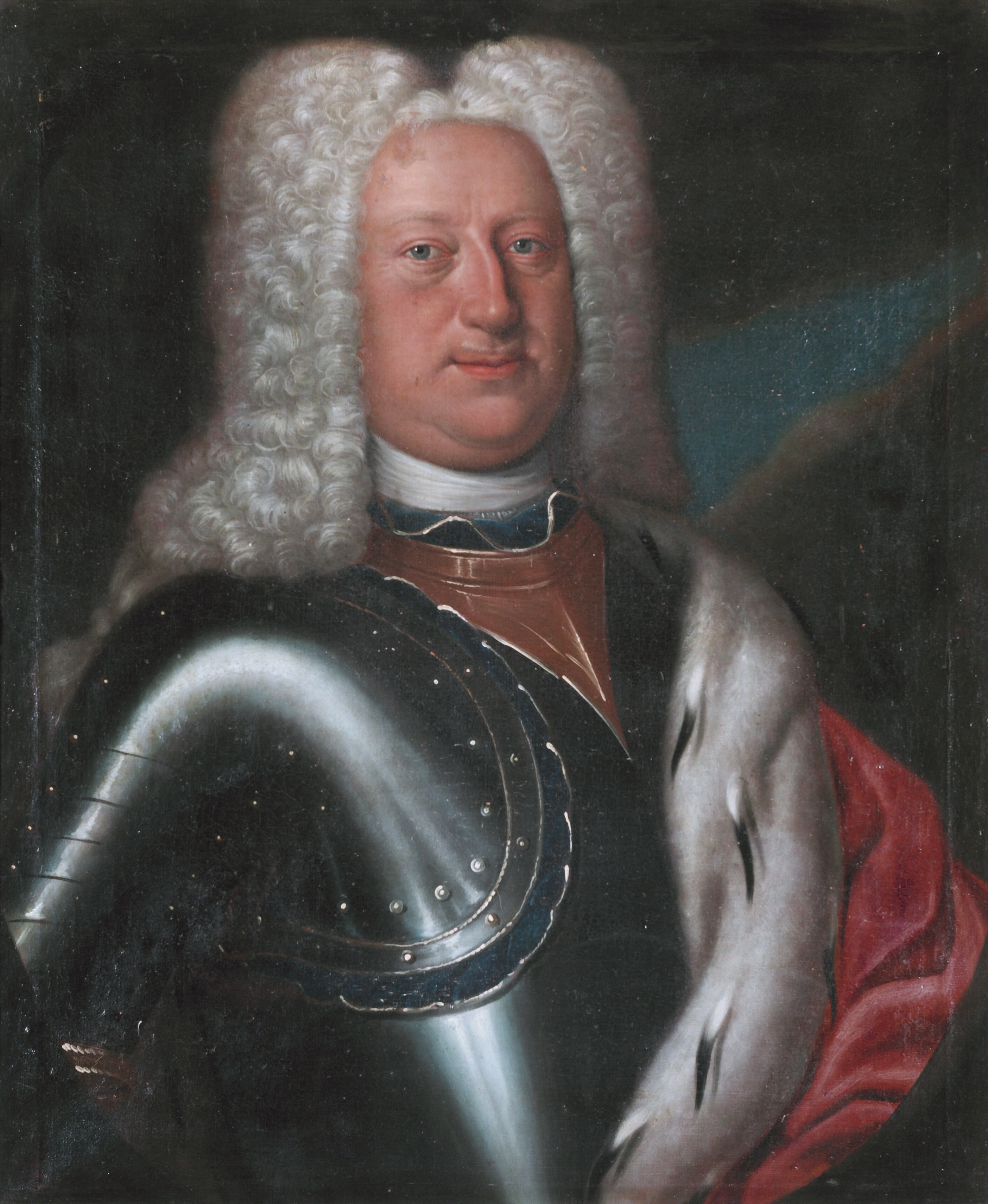
Friedrich III Jacob von Hessen-Homburg (1673–1746) (Jacob Hauck, 1729)

Friedrich III. Jacob von Hessen-Homburg (* 19. Mai 1673 in Cölln; † 8. Juni 1746 in Herzogenbusch) war Landgraf von Hessen-Homburg.

## Leben
Friedrich Jacob wurde als zweites Kind des Landgrafen Friedrich II. von Hessen-Homburg (1633–1708), des berühmten Prinzen von Homburg, aus dessen Ehe mit Luise Elisabeth (1646–1690), Tochter des Herzogs Jakob von Kurland (1610–1662), geboren. In der kulturell und geistig fortschrittlichen Atmosphäre des Berliner Hofes, an dem sein Vater als Kommandeur der brandenburgischen Truppen diente, erhielt er eine gründliche Ausbildung.
Nach seiner Konfirmation 1687 trat er in die Ritterakademie Rudolph-Antoniana in Wolfenbüttel, anschließend in das württembergische Kavallerie-Regiment ein. 1690 wurde er niederländischer Rittmeister, 1692 Oberst des Kavallerieregiments Groningen, 1701 Brigadier, 1704 Generalmajor und nach der Schlacht von Höchstädt am 13. August 1704 Generalleutnant. Er blieb bis zum Frieden von Utrecht in holländischen Diensten und nahm dann seinen Wohnsitz in Homburg.
Da Friedrich III. im niederländischen Militär- und Verwaltungsdienst stand, konnte er sich um seine Residenz nicht viel kümmern. Erwähnenswert ist allerdings die Gründung des Homburger Waisenhauses 1721, das heute noch als „Landgräfliche Stiftung“ existiert.
Das Archiv der Stiftung ging im August 2010 an das Bad Homburger Stadtarchiv über.
Friedrichs tolerante Religionspolitik gestattete die Herausgabe des Werkes Ein Geistlicher Würtz-Kräuter und Blumen-Garten oder des Universal-Gesang-Buchs des Christoph Schütz in Homburg.
Nachdem die Schulden in Hessen-Homburg beträchtlich angewachsen waren, wirkte eine kaiserliche Debitkommission in Homburg und Friedrich sah sich gezwungen, 1738 erneut Dienst in Holland zu nehmen. Er wurde Gouverneur der belgischen Stadt Tournai, dann 1741 Gouverneur von Breda. 1742 zum General der Kavallerie befördert, starb er als Gouverneur von Herzogenbusch. Er wurde in der Gruft des Bad Homburger Schlosses beigesetzt. Da ihn keines seiner Kinder überlebte, folgte ihm der Sohn seines jüngeren Bruders Kasimir Wilhelm als Landgraf von Hessen-Homburg.

## Nachkommen
Friedrich III. war zweimal verheiratet: 1700 heiratete er Elisabeth Dorothea von Hessen-Darmstadt (1676–1721); mit ihr hatte er 7 Kinder. 1728 ging er eine zweite (kinderlose) Ehe mit Christiane Charlotte von Nassau-Ottweiler, der Witwe des Grafen Karl Ludwig von Nassau-Saarbrücken ein.
Kinder aus erster Ehe (nicht gezählt sind drei totgeborene Kinder)
- Friederike Dorothea (1701–1704)
- Friedrich Wilhelm (1702–1703)
- Luise Wilhelmine (1703–1704)
- Ludwig Johann Wilhelm Gruno (1705–1745), russischer Generalfeldmarschall

⚭ 1738 Prinzessin Anastassija Trubezkaja (1700–1755)
- Johann Karl (1706–1728)
- Ernestine Luise (*/† 1707)
- Friedrich (*/† 1721)